# العوير

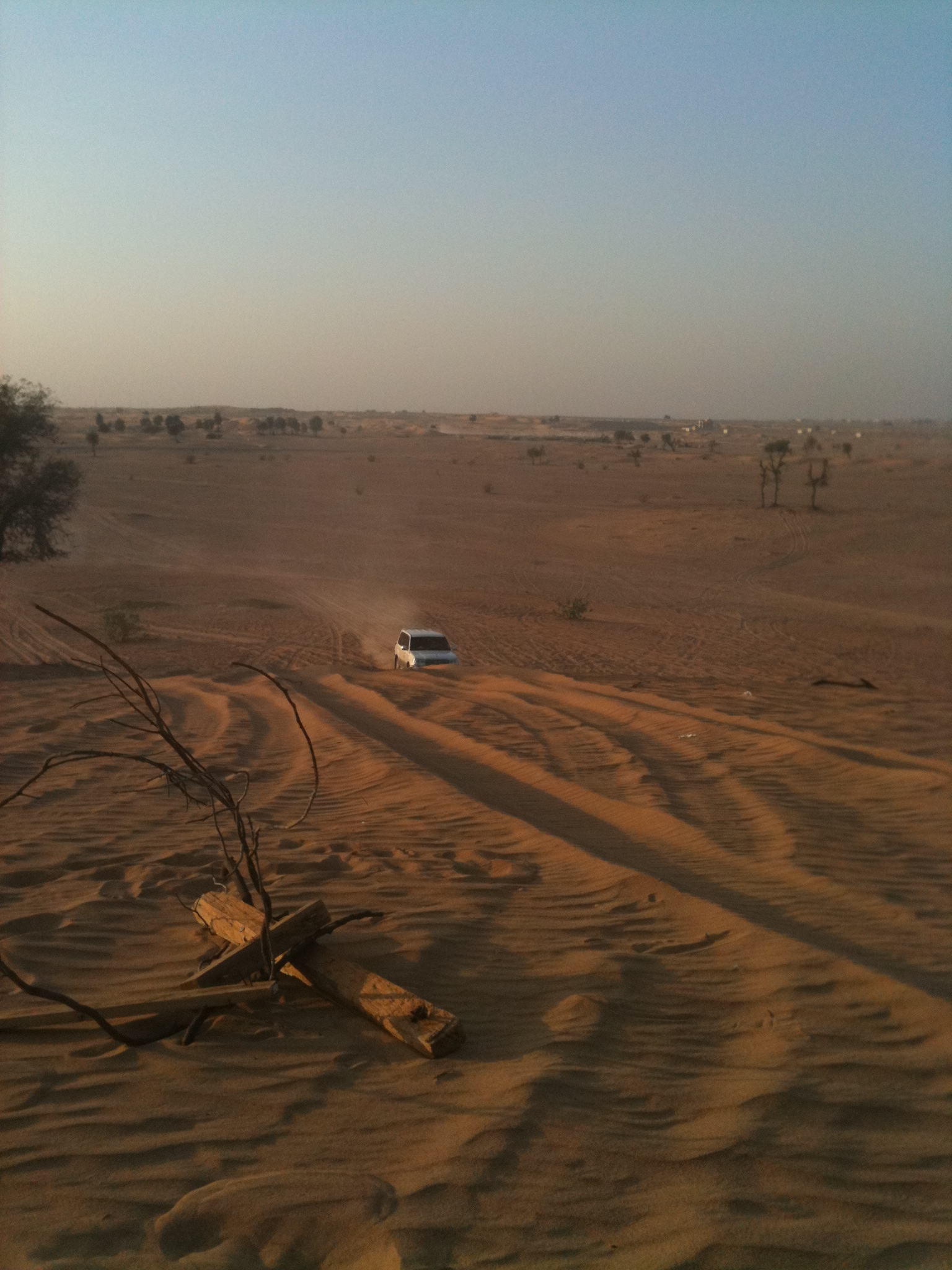
هضاب العوير

العوير تقع في إمارة دبي بدولة الإمارات العربية المتحدة بالقرب من شارع الإمارات E611 وتحيطها مجموعة من المناطق المعروفة مثل الخوانيج ورأس الخور والورقاء والورسان، اشتهرت العوير بمزارعها الخضراء، وبتربية الجمال، وهي منطقة سياحية لرواد مغامرات الصحراء والرمال، تبعد عن مدينة دبي 33 كم. وقد تحولت من قرية زراعية إلى وجهة رئيسية تجاور أهم المناطق الحديثة كما تتميز بقربها من المدينة الأكاديمية ومدينة دبي العالمية وواحة دبي للسيليكون.

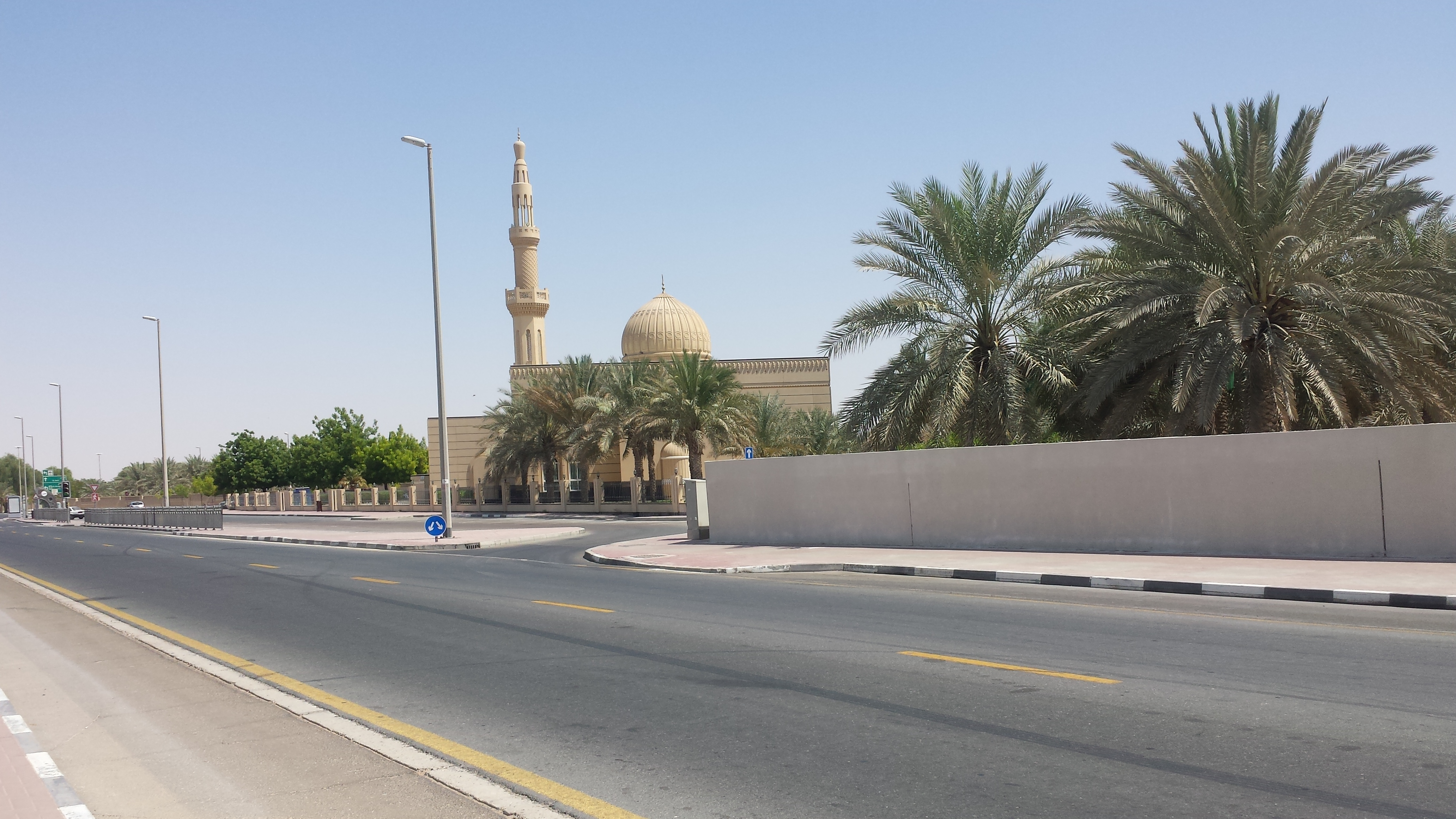
العوير

وتضم العوير مجموعة من المؤسسات الحكومية الواقعة في المنطقة أوعلى مقربة منها مثل وزارة التغير المناخي والبيئة ودائرة الهجرة والجوازات في العوير، والادارة العامة للإقامة وشؤون الأجانب دبي، ونيابة الجنسية والإقامة التابعة لحكومة دبي. كما تم انشاء مركز الرعاية الصحية الأولية في المنطقة في العام 2024 الذي يضم مجموعة من التخصصات الطبية ويقدم مجموعة من خدمات الرعاية الصحية للسكان. وسميت المنطقة بهذا الاسم نسبة إلى عين ماء كانت تسمى العوير.